# Präfekturparlamentswahl in Tokio 2013
Die Präfekturparlamentswahl in Tokio 2013 (jap. 2013年 bzw. 平成25年東京都議会議員選挙, 2013-nen/Heisei 25-nen Tōkyō-togikai giin senkyo) fand am 23. Juni 2013 statt, Wahlauftakt war am 14. Juni; das Mandat des alten Parlaments endete am 22. Juli 2013. Zur Wahl standen die 127 Abgeordneten des Parlaments der japanischen Präfektur Tokio durch nicht übertragbare Einzelstimmgebung in unverändert sieben Ein- und 35 Mehrmandatswahlkreisen, darunter 16 Zweimandatswahlkreise. Zum 2. Juni 2013 gab es 10.761.055 Wahlberechtigte in der Präfektur, ein Zuwachs von rund 120.000 gegenüber 2009.
Die Demokratische Partei (DPJ) war trotz einiger Sitzverluste durch Parteiübertritte und bei Nachwahlen – zuletzt im Dezember 2012 – seit der letzten regulären Parlamentswahl 2009 stärkste Partei in Tokio gewesen. Gouverneur ist seit Dezember 2012 Naoki Inose, der bei der vorzeitigen Gouverneurswahl 2012 mit Wahlempfehlung nur von LDP, Kōmeitō und Ishin, aber überwältigender Mehrheit zum Nachfolger des zurückgetretenen Shintarō Ishihara gewählt wurde.
Die Wahl galt als wichtiger Stimmungstest für die nationale Oberhauswahl im Juli 2013, der nationale LDP-Vorsitzende und Premierminister Shinzō Abe charakterisierte die Parlamentswahl in der Präfektur Tokio als eine „quasi nationale Wahl“ (「準国政選挙」, jun-kokusei senkyo).

## Kandidaten und Nominierungsstrategie
Zum Wahlkampfauftakt gab es insgesamt 253 Kandidaten und damit mehr als 2009. Davon stellten: LDP 59 und Kōmeitō 23, DPJ 44, Ishin 34, Minna 20, die KPJ 42, das Tōkyō Seikatsusha Network fünf.
| Partei | Partei                             | Bisherige Abgeordnete | Kandidaten            | Kandidaten            | Kandidaten  | Kandidaten | Kandidaten |
| Partei | Partei                             | Bisherige Abgeordnete | bisherige Abgeordnete | ehemalige Abgeordnete | Neubewerber | Summe      | (Frauen)   |
| ------ | ---------------------------------- | --------------------- | --------------------- | --------------------- | ----------- | ---------- | ---------- |
|        | Demokratische Partei (DPJ)         | 43                    | 39                    | 0                     | 5           | 44         | (6)        |
|        | Liberaldemokratische Partei (LDP)  | 39                    | 34                    | 6                     | 19          | 59         | (3)        |
|        | Kōmeitō (Kōmei)                    | 23                    | 23                    | 0                     | 0           | 23         | (3)        |
|        | Kommunistische Partei Japans (KPJ) | 8                     | 6                     | 5                     | 31          | 42         | (16)       |
|        | Nippon Ishin no Kai (Ishin)        | 3                     | 3                     | 3                     | 28          | 34         | (7)        |
|        | Tōkyō Seikatsusha Network (Net)    | 2                     | 2                     | 0                     | 3           | 5          | (5)        |
|        | Minna no Tō (Minna)                | 1                     | 1                     | 0                     | 19          | 20         | (7)        |
|        | Seikatsu no Tō (Seikatsu)          | 0                     | 0                     | 1                     | 2           | 3          | (1)        |
|        | Sozialdemokratische Partei (SDP)   | 0                     | 0                     | 0                     | 1           | 1          | (0)        |
|        | Midori no Kaze (Midori)            | 0                     | 0                     | 0                     | 1           | 1          | (1)        |
|        | Sonstige                           | 0                     | 0                     | 1                     | 3           | 4          | (0)        |
|        | Unabhängige                        | 6                     | 3                     | 0                     | 14          | 17         | (4)        |
| Summe  | Summe                              | 125 (2 Vakanzen)      | 111                   | 16                    | 126         | 253        | (53)       |

## Ergebnis
Die Wahlbeteiligung sank auf 43,5 %, den zweitniedrigsten Wert der Nachkriegsgeschichte.
Das Wahlergebnis ergab folgende Sitzverteilung LDP 59, Kōmei 23, KPJ 17, DPJ 15, Minna 7, Net 3, Ishin 2, Unabh. 1. Alle 82 Kandidaten der Regierungsparteien auf nationaler Ebene, LDP und Kōmeitō, wurden gewählt und erreichen zusammen eine absolute Mehrheit.
| Partei | Partei                       | Kandidaten | Stimmen       | Anteil  | Sitze | Änderung      |
| ------ | ---------------------------- | ---------- | ------------- | ------- | ----- | ------------- |
|        | Liberaldemokratische Partei  | 59         | 1.633.303,909 | 36,0 %  | 59    | +20           |
|        | Demokratische Partei         | 44         | 690.622,746   | 15,2 %  | 15    | −28           |
|        | Kōmeitō                      | 23         | 639.160,495   | 14,1 %  | 23    | 0             |
|        | Kommunistische Partei Japans | 42         | 616.721,524   | 13,6 %  | 17    | +9            |
|        | Nippon Ishin no Kai          | 34         | 374.109,000   | 8,3 %   | 2     | −1            |
|        | Minna no Tō                  | 20         | 311.278,000   | 6,9 %   | 7     | +6            |
|        | Tōkyō Seikatsusha Network    | 5          | 94.239,000    | 2,1 %   | 3     | +1            |
|        | Sonstige                     | 9          | 54.395,320    | 0,9 %   | 0     | 0             |
|        | Unabhängige                  | 17         | 118.450,000   | 2,6 %   | 1     | −5            |
| Summe  | Summe                        | 253        | 4.532.279,994 | 100,0 % | 127   | +2 (Vakanzen) |

Die Gewinne und Verluste an Mandaten sind im Vergleich zur Zusammensetzung des Parlaments vor der Wahl angegeben. Zur Erläuterung der Bruchteilstimmen, siehe Wahlen in Japan.

### Wahlkreise
| Wahlkreis       | Mandatszahl (magnitude) | Gewählte Abgeordnete/Kandidaten | Gewählte Abgeordnete/Kandidaten | Gewählte Abgeordnete/Kandidaten | Gewählte Abgeordnete/Kandidaten | Gewählte Abgeordnete/Kandidaten | Gewählte Abgeordnete/Kandidaten | Gewählte Abgeordnete/Kandidaten | Gewählte Abgeordnete/Kandidaten | Gewählte Abgeordnete/Kandidaten | Gewählte Abgeordnete/Kandidaten | Gewählte Abgeordnete/Kandidaten | Gewählte Abgeordnete/Kandidaten | Gewählte Abgeordnete/Kandidaten |
| --------------- | ----------------------- | ------------------------------- | ------------------------------- | ------------------------------- | ------------------------------- | ------------------------------- | ------------------------------- | ------------------------------- | ------------------------------- | ------------------------------- | ------------------------------- | ------------------------------- | ------------------------------- | ------------------------------- |
| Wahlkreis       | Mandatszahl (magnitude) | DPJ                             | LDP                             | Kōmei                           | KPJ                             | Ishin                           | Net                             | Minna                           | Seikatsu                        | SDP                             | Midori                          | Sonst.                          | Unabh.                          | Summe Kandidaten                |
| Chiyoda-ku      | 1                       |                                 | 1/1                             |                                 | 0/1                             |                                 |                                 |                                 |                                 |                                 |                                 |                                 | 0/2                             | 4                               |
| Chūō-ku         | 1                       | 0/1                             | 1/1                             |                                 | 0/1                             |                                 |                                 | 0/1                             |                                 |                                 |                                 |                                 |                                 | 4                               |
| Minato-ku       | 2                       | 0/1                             | 2/2                             |                                 | 0/1                             |                                 |                                 | 0/1                             | 0/1                             |                                 |                                 |                                 |                                 | 6                               |
| Shinjuku-ku     | 4                       | 0/1                             | 2/2                             | 1/1                             | 1/1                             | 0/1                             |                                 | 0/1                             |                                 |                                 |                                 |                                 | 0/1                             | 8                               |
| Bunkyō-ku       | 2                       | 0/1                             | 1/1                             |                                 | 1/1                             | 0/1                             |                                 |                                 |                                 |                                 |                                 |                                 |                                 | 4                               |
| Taitō-ku        | 2                       | 1/1                             | 1/1                             |                                 | 0/1                             |                                 |                                 | 0/1                             |                                 |                                 |                                 |                                 |                                 | 4                               |
| Sumida-ku       | 3                       | 0/1                             | 2/2                             | 1/1                             | 0/1                             | 0/1                             |                                 |                                 |                                 |                                 |                                 |                                 |                                 | 6                               |
| Kōtō-ku         | 4                       | 0/1                             | 1/1                             | 1/1                             | 1/1                             | 0/1                             |                                 | 1/1                             |                                 |                                 |                                 |                                 |                                 | 6                               |
| Shinagawa-ku    | 4                       | 0/2                             | 2/2                             | 1/1                             | 1/1                             | 0/1                             |                                 | 0/1                             |                                 |                                 |                                 |                                 |                                 | 8                               |
| Meguro-ku       | 3                       | 0/1                             | 2/2                             | 1/1                             | 0/1                             | 0/1                             |                                 | 0/1                             |                                 |                                 | 0/1                             |                                 | 0/1                             | 9                               |
| Ōta-ku          | 8                       | 1/2                             | 3/3                             | 2/2                             | 1/1                             | 1/2                             | 0/1                             | 0/1                             |                                 |                                 |                                 |                                 | 0/1                             | 13                              |
| Setagaya-ku     | 8                       | 0/2                             | 3/3                             | 2/2                             | 1/1                             | 0/2                             | 1/1                             | 1/1                             |                                 | 0/1                             |                                 | 0/1                             |                                 | 14                              |
| Shibuya-ku      | 2                       | 0/1                             | 1/1                             |                                 | 0/1                             | 0/1                             |                                 | 0/1                             |                                 |                                 |                                 |                                 | 1/1                             | 6                               |
| Nakano-ku       | 4                       | 1/1                             | 1/1                             | 1/1                             | 1/1                             | 0/1                             |                                 | 0/1                             |                                 |                                 |                                 | 0/1                             |                                 | 7                               |
| Suginami-ku     | 6                       | 0/2                             | 2/2                             | 1/1                             | 1/1                             | 0/2                             | 1/1                             | 1/1                             |                                 |                                 |                                 |                                 |                                 | 10                              |
| Toshima-ku      | 3                       | 0/1                             | 1/1                             | 1/1                             | 1/1                             | 0/1                             |                                 |                                 |                                 |                                 |                                 |                                 | 0/1                             | 6                               |
| Kita-ku         | 4                       | 0/2                             | 1/1                             | 1/1                             | 1/1                             | 0/1                             |                                 | 1/1                             |                                 |                                 |                                 |                                 |                                 | 7                               |
| Arakawa-ku      | 2                       | 0/1                             | 1/1                             | 1/1                             | 0/1                             | 0/1                             |                                 |                                 |                                 |                                 |                                 |                                 |                                 | 5                               |
| Itabashi-ku     | 5                       | 0/1                             | 2/2                             | 1/1                             | 1/1                             | 0/1                             |                                 | 1/1                             | 0/1                             |                                 |                                 |                                 | 0/2                             | 10                              |
| Nerima-ku       | 6                       | 1/1                             | 3/3                             | 1/1                             | 1/1                             | 0/2                             | 0/1                             | 0/1                             |                                 |                                 |                                 |                                 |                                 | 10                              |
| Adachi-ku       | 6                       | 1/1                             | 2/2                             | 2/2                             | 1/1                             | 0/1                             |                                 |                                 |                                 |                                 |                                 |                                 |                                 | 7                               |
| Katsushika-ku   | 4                       | 0/1                             | 2/2                             | 1/1                             | 1/1                             | 0/1                             |                                 | 0/1                             |                                 |                                 |                                 | 0/1                             | 0/2                             | 10                              |
| Edogawa-ku      | 5                       | 0/2                             | 2/2                             | 1/1                             | 1/1                             |                                 |                                 | 1/1                             |                                 |                                 |                                 |                                 |                                 | 7                               |
| Hachiōji-shi    | 5                       | 0/1                             | 2/2                             | 1/1                             | 1/1                             | 0/1                             |                                 | 1/1                             |                                 |                                 |                                 |                                 | 0/1                             | 8                               |
| Tachikawa-shi   | 2                       | 1/1                             | 1/1                             |                                 | 0/1                             |                                 |                                 |                                 |                                 |                                 |                                 |                                 |                                 | 3                               |
| Musashino-shi   | 1                       | 0/1                             | 1/1                             |                                 | 0/1                             |                                 |                                 |                                 |                                 |                                 |                                 |                                 |                                 | 3                               |
| Mitaka-shi      | 2                       | 1/1                             | 1/1                             |                                 | 0/1                             | 0/1                             |                                 |                                 |                                 |                                 |                                 |                                 |                                 | 4                               |
| Ōme-shi         | 1                       |                                 | 1/1                             |                                 | 0/1                             |                                 |                                 |                                 |                                 |                                 |                                 |                                 |                                 | 2                               |
| Fuchū-shi       | 2                       | 1/1                             | 1/1                             |                                 | 0/1                             |                                 |                                 | 0/1                             |                                 |                                 |                                 |                                 |                                 | 4                               |
| Akishima-shi    | 1                       |                                 | 1/1                             |                                 | 0/1                             | 0/1                             |                                 |                                 |                                 |                                 |                                 |                                 | 0/1                             | 4                               |
| Machida-shi     | 3                       | 1/1                             | 1/1                             | 1/1                             | 0/1                             | 0/1                             |                                 | 0/1                             |                                 |                                 |                                 |                                 |                                 | 6                               |
| Koganei-shi     | 1                       | 0/1                             | 1/1                             |                                 | 0/1                             |                                 |                                 |                                 |                                 |                                 |                                 |                                 | 0/1                             | 4                               |
| Kodaira-shi     | 2                       | 1/1                             | 1/1                             |                                 | 0/1                             | 0/1                             |                                 |                                 |                                 |                                 |                                 |                                 |                                 | 4                               |
| Hino-shi        | 2                       | 1/1                             | 1/1                             |                                 | 0/1                             | 0/1                             |                                 |                                 |                                 |                                 |                                 |                                 |                                 | 4                               |
| Nishitōkyō-shi  | 2                       | 1/1                             | 1/1                             |                                 | 0/1                             | 0/1                             |                                 |                                 | 0/1                             |                                 |                                 |                                 | 0/1                             | 6                               |
| Nishi-Tama      | 2                       | 1/1                             | 1/1                             |                                 | 0/1                             | 0/1                             |                                 |                                 |                                 |                                 |                                 | 0/1                             |                                 | 5                               |
| Minami-Tama     | 2                       | 0/1                             | 1/1                             |                                 | 0/1                             | 1/1                             |                                 |                                 |                                 |                                 |                                 |                                 |                                 | 4                               |
| Kita-Tama dai-1 | 3                       | 0/1                             | 1/1                             | 1/1                             | 1/1                             | 0/1                             |                                 |                                 |                                 |                                 |                                 |                                 | 0/1                             | 6                               |
| Kita-Tama dai-2 | 2                       | 0/1                             | 1/1                             |                                 | 0/1                             |                                 | 1/1                             |                                 |                                 |                                 |                                 |                                 |                                 | 4                               |
| Kita-Tama dai-3 | 2                       | 1/1                             | 1/1                             |                                 | 0/1                             | 0/1                             |                                 |                                 |                                 |                                 |                                 |                                 |                                 | 4                               |
| Kita-Tama dai-4 | 2                       | 1/1                             | 1/1                             |                                 | 0/1                             | 0/1                             |                                 |                                 |                                 |                                 |                                 |                                 |                                 | 4                               |
| Inseln          | 1                       |                                 | 1/1                             |                                 | 0/1                             |                                 |                                 |                                 |                                 |                                 |                                 |                                 | 0/1                             | 3                               |
| Summe           | 127                     | 15/44                           | 59/59                           | 23/23                           | 17/42                           | 2/34                            | 3/5                             | 7/20                            | 0/3                             | 0/1                             | 0/1                             | 0/4                             | 1/17                            | 253                             |

Sonstige:
1. ↑  Gyōkaku hyakutō-ban (行革１１０番, „Verwaltungsreform 110“)
2. ↑  Midori no Tō gurīnzu japan („Grüne Partei Greens Japan“)
3. ↑  Tōkyō Ishin no Kai (東京維新の会, ohne direkte Beziehung zur gleichnamigen Fraktion, die aus Mitgliedern von Nippon Ishin no Kai besteht)
4. ↑  Daitōryōkai (大統領会, „Präsidentenrat“)

Wahlkreise, die nicht deckungsgleich mit Gemeinden sind:
1. ↑  „West-Tama“; besteht aus den Gemeinden: Fussa-shi, Hamura-shi, Akiruno-shi, Hinohara-mura, Hinode-machi, Mizuho-machi, Okutama-machi
2. ↑  „Süd-Tama“: Tama-shi, Inagi-shi
3. ↑  „Nord-Tama 1“: Higashi-Murayama-shi, Higashi-Yamato-shi, Musashi-Murayama-shi
4. ↑  „Nord-Tama 2“: Kokubunji-shi, Kunitachi-shi
5. ↑  „Nord-Tama 3“: Chōfu-shi, Komae-shi
6. ↑  „Nord-Tama 4“: Kiyose-shi, Higashi-Kurume-shi
7. ↑  Aogashima-mura, Hachijō-machi, Mikurajima-mura, Miyake-mura, Ogasawara-mura, Kōzushima-mura, Niijima-mura, Ōshima-machi, Toshima-mura